# Centrocerum hirsuticeps
Centrocerum hirsuticeps är en skalbaggsart som beskrevs av Bosq 1952. Centrocerum hirsuticeps ingår i släktet Centrocerum och familjen långhorningar. Inga underarter finns listade.